# S-Bahn Tirol
Koordinaten: 47° 15′ 47,8″ N, 11° 24′ 3,6″ O

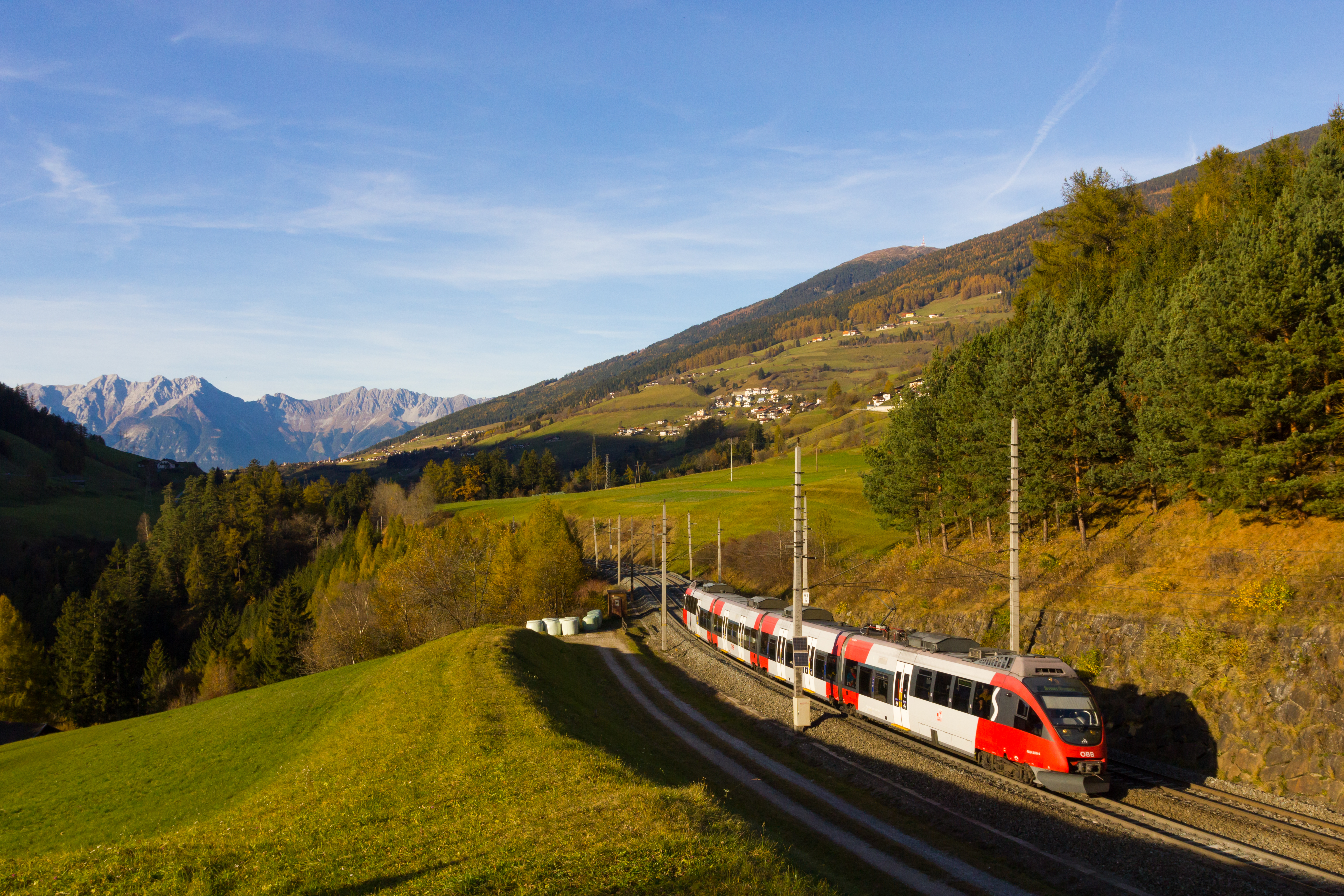
Talent-Triebwagen der S-Bahn Tirol vor Matrei am Brenner.

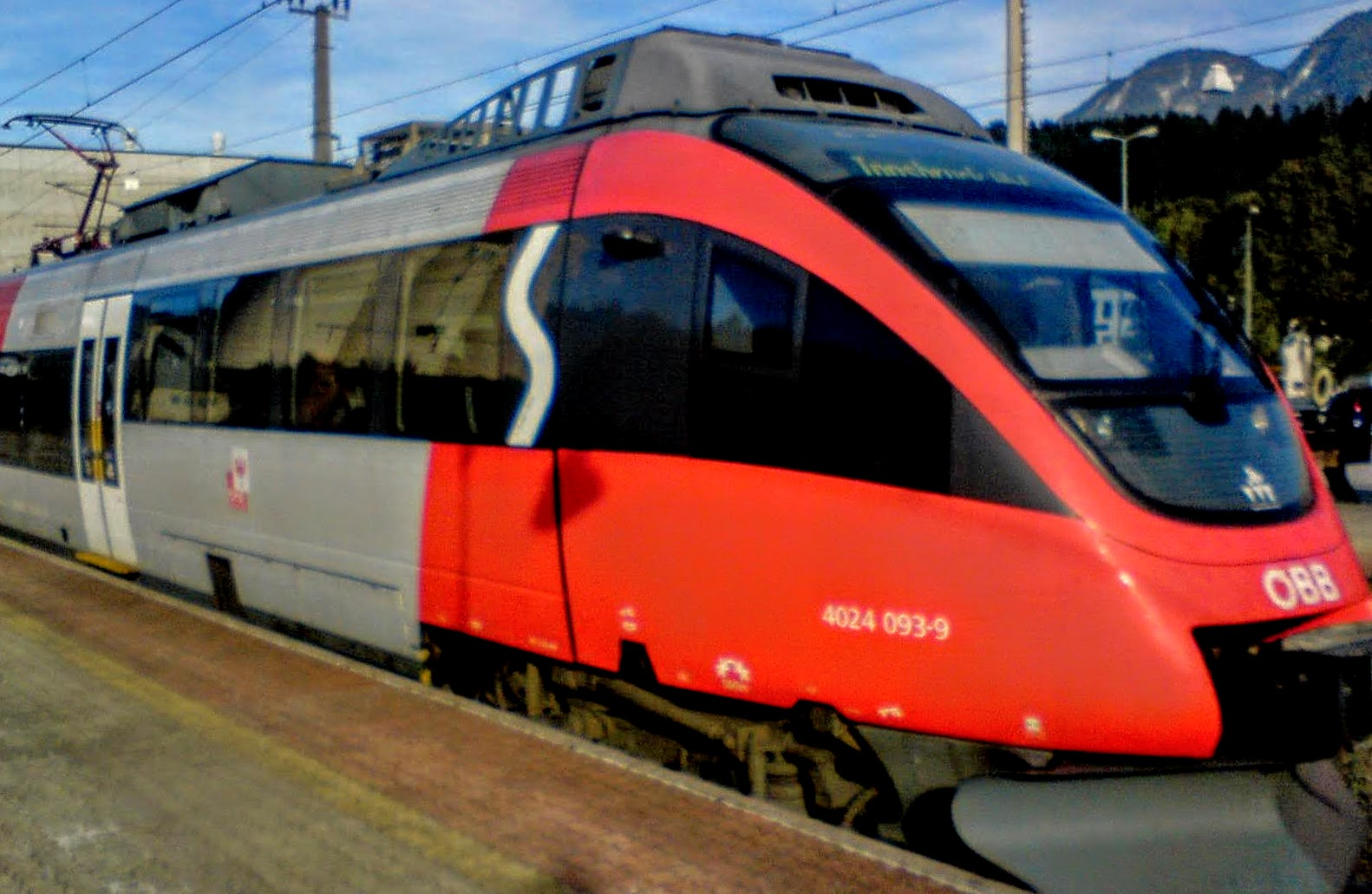
Talent-Triebwagen mit lackiertem neuen Logo im Bahnhof Kirchbichl

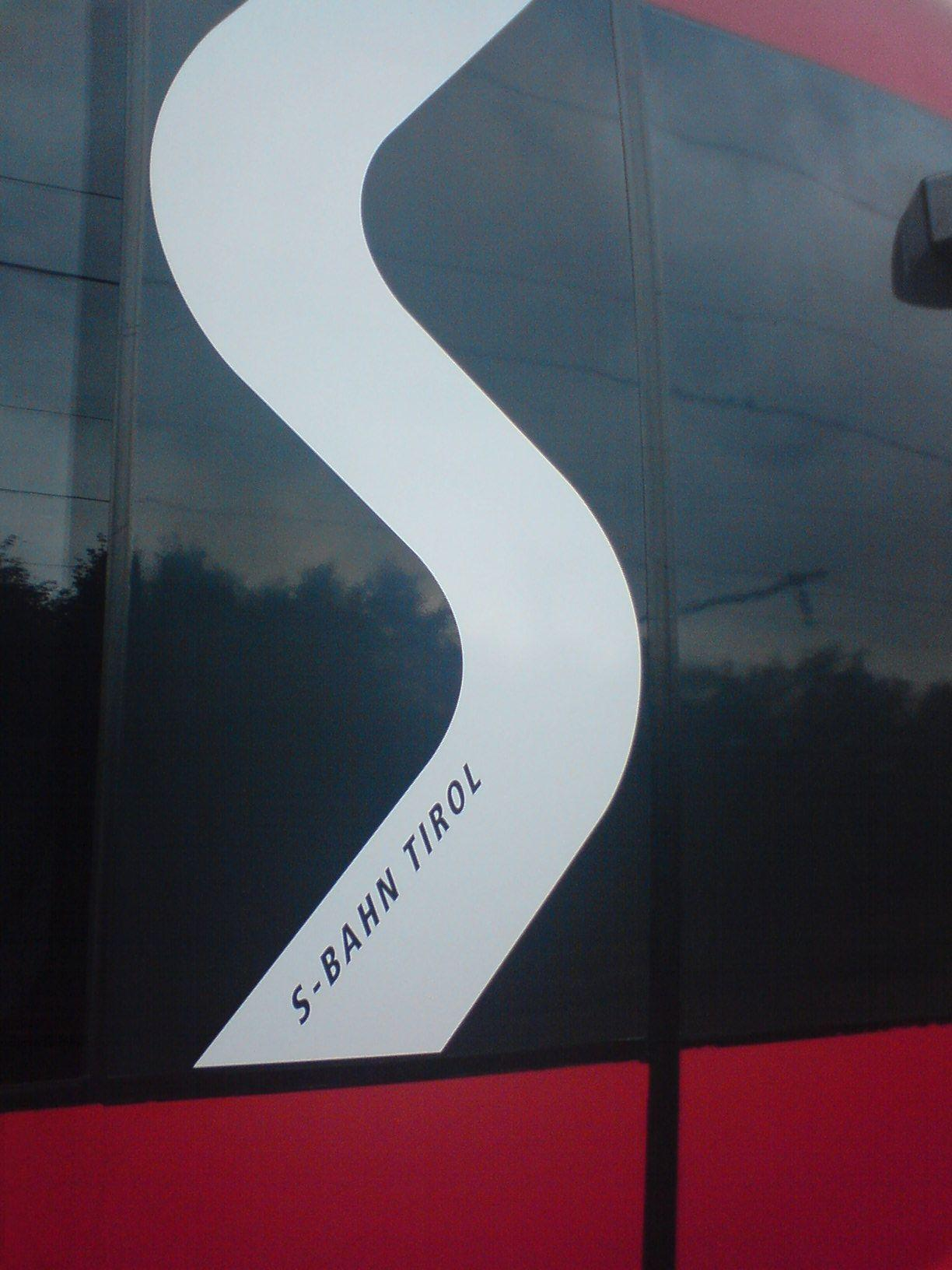
Detail des lackierten Logos

Die S-Bahn Tirol ist eine S-Bahn im Bundesland Tirol, die gemeinsam mit den Regional-Express-Linien den Kern des öffentlichen Nahverkehrsnetzes im Bundesland bildet. Das ab dem Jahr 2007 eingeführte Nahverkehrsprojekt war zunächst nur dem Namen nach eine S-Bahn. In den letzten Jahren wurde sukzessive der gesamte regionale Schienennahverkehr in das System integriert und durch Taktverdichtungen und Angebotserweiterungen qualitativ stark ausgebaut. Seit 2016 werden insbesondere in der Agglomeration Innsbruck neue Haltestellen und Umsteigeknoten errichtet, welche die S-Bahn enger mit dem städtischen und regionalen Nahverkehr verknüpfen.
Mit 40.000 Fahrgästen am Tag wies das System 2013 nach der Wiener S-Bahn und der S-Bahn Steiermark die dritthöchste Fahrgastfrequenz der österreichischen S-Bahnen auf.

## Linien und Betrieb

### Liniennetz
Seit dem Fahrplanwechsel im Dezember 2023 umfasst das Liniennetz der S-Bahn Tirol insgesamt sieben Linien (S1 bis S8 ohne S5). Im Großraum Innsbruck verkehren die Linien S3, S4, und S6. Die S1 und S2 der Drautalbahn, die S8 der Salzburg-Tiroler-Bahn und die S7 der Außerfernbahn sind ebenfalls Teil der S-Bahn Tirol. Somit werden in Tirol sämtliche Nahverkehrszüge mit Halt an allen Station als S-Bahn bezeichnet. Die S-Bahn-Linien verkehren in der Regel im Stundentakt, die Linien S3 und S4 abschnittsweise auch halbstündlich. An den Tagesrandzeiten ist das Angebot zum Teil reduziert.
Am Wochenende wird auf den Linien S4, S6 und S8 zusätzlich zur ansonsten letzten Abfahrt kurz nach Mitternacht ein Nachtverkehr geboten, dessen Frequenz von annähernd stündlichen Zügen der S4 bis zu einzelnen Zügen der S8, variiert.
Die Regionalexpresszüge der Linien REX 1, REX 2 und REX 3 ergänzen das Nahverkehrsangebot und verkehren täglich mindestens stündlich und bedienen abgesehen abschnittsweise nur ausgewählte Stationen.
Viele der Linien werden nach Möglichkeit durchgebunden, etwa von Landeck-Zams oder Brennero/Brenner bis Hochfilzen oder Kufstein (REX1/S3 - REX2 - S8). Ab Verfügbarkeit ausreichender Garnituren der Baureihe 4748 (voraussichtlich Sommer 2024) wird nach Möglichkeit auch die S8 mit einer Flügelung auf den CJX 1 durchgebunden, um schnelle Direktverbindungen im Nahverkehr anzubieten.
| Liniennetz S-Bahn Tirol     | Liniennetz S-Bahn Tirol               | Liniennetz S-Bahn Tirol | Liniennetz S-Bahn Tirol                                                                         | Liniennetz S-Bahn Tirol |
| Linie                       | Strecke                               | Kursbuchstrecke (ÖBB)   | Verlauf                                                                                         | Grundtakt               |
| --------------------------- | ------------------------------------- | ----------------------- | ----------------------------------------------------------------------------------------------- | ----------------------- |
| S-Bahn Tirol#S1             | Drautalbahn                           | 223                     | Lienz – Spittal-Millstättersee (– Friesach – St. Veit an der Glan)                              | 60 min                  |
| S-Bahn Tirol#S2             | Drautalbahn, Pustertalbahn            | 223                     | Lienz – Sillian – San Candido/Innichen (– Fortezza/Franzensfeste)                               | 60 min                  |
| S-Bahn Tirol#S3             | Brennerbahn, Unterinntalbahn          | 300, 301                | Innsbruck Hbf – Steinach in Tirol (– Brennero/Brenner)                                          | 30 min                  |
| S-Bahn Tirol#S4             | Arlbergbahn, Unterinntalbahn          | 300, 301, 400           | (Kufstein – Wörgl Hbf) – Jenbach – Innsbruck Hbf – Telfs-Pfaffenhofen (– Ötztal – Landeck-Zams) | 30 min                  |
| S-Bahn Tirol#S6             | Mittenwaldbahn                        | 410                     | Innsbruck Hbf – Seefeld – Scharnitz (– Mittenwald – Garmisch-Partenkirchen)                     | 60 min                  |
| S-Bahn Tirol#S7             | Außerfernbahn                         | 410                     | Garmisch-Partenkirchen – Ehrwald Zugspitzbahn – Reutte in Tirol – Pfronten-Steinach             | 60 min                  |
| S-Bahn Tirol#S8             | Salzburg-Tiroler-Bahn                 | 201                     | Wörgl Hbf – St. Johann in Tirol – Hochfilzen – Saalfelden – Zell am See                         | 60 min                  |
| Regional-Express#Österreich | Arlbergbahn                           | 400                     | Innsbruck Hbf – Ötztal (– Landeck-Zams)                                                         | 60 min                  |
| Regional-Express#Österreich | Unterinntalbahn                       | 300                     | Innsbruck Hbf – Jenbach – Wörgl Hbf (– Kufstein)                                                | 30 min                  |
| Regional-Express#Österreich | Salzburg-Tiroler-Bahn                 | 200, 201                | Wörgl Hbf – Hochfilzen – Saalfelden – Schwarzach-St. Veit (– Salzburg Hbf)                      | 60 min                  |
| Regional-Express#Österreich | Unterinntalbahn, Neue Unterinntalbahn | 300                     | Innsbruck Hbf – Jenbach – Wörgl Hbf – Kufstein                                                  | 120 min                 |

#### S4: Arlbergbahn und Unterinntalbahn
Die Linie S4 verkehrt halbstündlich zwischen Jenbach und Telfs-Pfaffenhofen. Einzelne Leistungen der S4 werden zu Tagesrandzeiten, bis Landeck-Zams einerseits und bis Kufstein andererseits verlängert.
Die Linie REX 2 weist in Innsbruck Hbf eine um 15 Minuten versetzte halbstündliche Ab- und Ankunftszeiten auf, womit ein mit der Distanz zunehmend hinkender 15-Minuten-Takt zwischen Innsbruck und Jenbach entsteht.

#### S3: Brennerbahn
Die S3 verkehrt halbstündlich von Innsbruck Hbf bis Brennero/Brenner. Einzelne Verbindungen enden allerdings bereits in Steinach in Tirol.

#### S6: Mittenwaldbahn
Die S6 verkehrt stündlich von Innsbruck Hbf nach Seefeld in Tirol und meistens darüber hinaus weiter bis nach Scharnitz. Zusätzlich verkehren halbstündlich versetzt alle zwei Stunden Züge von Innsbruck Hbf bis nach Garmisch-Partenkirchen. Diese Leistungen werden zwischen Innsbruck Hbf und Scharnitz als S6 und ab Mittenwald als RB 6 bezeichnet.

#### S7: Außerfernbahn
Die Regionalzüge der Außerfernbahn werden als S7 bezeichnet und verkehren werktags meist stündlich zwischen Garmisch-Partenkirchen und Pfronten-Steinach über Reutte in Tirol. Einige Leistungen befahren nur einen Teilabschnitt der Strecke.

#### S8: Salzburg-Tiroler-Bahn
Die S8 verkehrt stündlich zwischen Wörgl Hbf und Zell am See. Einzelne Züge der S8 fahren nur bis Saalfelden. Stündliche Regionalexpresszüge der Linie REX 3 ergänzen das Angebot auf dieser Strecke zu einem Halbstundentakt ab/an Wörgl.

#### S1 und S2: Drautalbahn und Pustertalbahn
Die S1 fährt stündlich zwischen Lienz und Spittal-Millstättersee. Darüber hinaus fährt die S1 meist weiter bis Friesach oder St. Veit an der Glan und geht in die Linie S1 der S-Bahn Kärnten über. Zwischen Lienz und San Candido/Innichen fährt die S2 im Stundentakt. Diese Verbindungen werden meistens über San Candido/Innichen hinaus bis Fortezza/Franzensfeste verlängert und in Südtirol als Regionalzuglinie R400 bezeichnet.

#### REX1: Arlbergbahn
Die Regionalexpresszüge der Linie REX1 fahren großteils stündlich zwischen Innsbruck Hbf und Landeck-Zams. Zwischen Telfs-Pfaffenhofen und Landeck-Zams bedienen die Züge der Linie REX1 alle Stationen, da dieser Abschnitt nur selten von einer S-Bahn befahren wird. Zu den Hauptverkehrszeiten verkehren zusätzliche Regionalexpresszüge zwischen Innsbruck-Hbf und Landeck-Zams.

#### REX2: Unterinntalbahn
Die Linie REX2 fährt in der Regel halbstündlich zwischen Innsbruck Hbf und Wörgl und stündlich weiter bis Kufstein. In der Hauptverkehrszeit wird der Halbstundentakt teilweise bis Kufstein verlängert. In Wörgl endende Kurse verkehren häufig als S8 weiter nach Zell am See, teilweise kommt es in der Hauptverkehrszeit auch zu Flügelungen in Wörgl.
Zweimal täglich je Richtung ersetzt der Fernverkehr (Zürich -) Innsbruck - Graz (EC Transalpin und IC 515/518) in der entsprechenden Taktlage mit weniger Halten den REX2.

#### REX3: Salzburg-Tiroler-Bahn
Die Regionalexpresszüge der Linie REX3 verkehren stündlich zwischen Wörgl Hbf und Schwarzach-St. Veit, zweistündlich darüber hinaus nach Salzburg Hbf. Einzelne Leistungen am Tagesrand beginnen bzw. enden in Saalfelden. In Schwarzach-St.Veit endende Kurse haben dort in der Taktlage der Durchbindung Anschluss an den Fernverkehr nach Salzburg Hbf.
Zweimal täglich je Richtung ersetzt der Fernverkehr (Zürich -) Innsbruck - Graz (EC Transalpin und IC 515/518) in der entsprechenden Taktlage mit weniger Halten den REX3.
Ab Dezember 2025 wird die Linie REX 3 in den neuen Interregio-Verkehr integriert. Bisher in Schwarzach-St.Veit endende Züge werden bis Graz Hbf durchgebunden und weisen im Salzburger Abschnitt weniger Halte auf. Auch die bisherige IC-Linie 515/518 wird zu einem IR. Im Tiroler Abschnitt werden beide Linien das gleiche Haltemuster aufweisen, also beide in Kitzbühel-Hahnenkamm halten. Zudem werden die meisten Leistungen auch von/nach Innsbruck Hbf durchgebunden. Die IR-Leistungen werden zu Beginn mit für den Fernverkehrseinsatz optimierten Siemens Desiro ML erbracht, ab Verfügbarkeit mit speziell dafür bestellten Siemens Mireo Garnituren.

#### CJX1: (Neue) Unterinntalbahn
Der CJX1, einer der drei CJX-Linien in ganz Österreich, verkehrt zweistündlich und verkürzt den 2h-Takt der Fernverkehrsverbindung zwischen München und Innsbruck im Abschnitt Kufstein-Innsbruck mit zusätzlichen Halten in Schaftenau, Rum und Innsbruck-Messe zu einem Stundentakt. In Wörgl endende Kurse verkehren meist als S8 weiter nach Zell am See, häufiger kommt es auch zu Flügelungen in Wörgl. 

### Ehemalige Linienbezeichnungen
Bis zum Fahrplanwechsel im Dezember 2020 verkehrten sechs S-Bahn-Linien in Tirol:
| Liniennetz Nordtirol bis Dezember 2020 | Liniennetz Nordtirol bis Dezember 2020 | Liniennetz Nordtirol bis Dezember 2020 | Liniennetz Nordtirol bis Dezember 2020                        |
| Linie                                  | Strecke                                | Kursbuchstrecke (ÖBB)                  | Verlauf                                                       |
| -------------------------------------- | -------------------------------------- | -------------------------------------- | ------------------------------------------------------------- |
| (vor 2021)                             | Arlbergbahn, Unterinntalbahn           | 300, 301, 400                          | Kufstein – Innsbruck – Telfs-Pfaffenhofen (– Landeck-Zams)    |
| (vor 2021)                             | Arlbergbahn, Unterinntalbahn           | 300, 301, 400                          | (Landeck-Zams –) Ötztal – Innsbruck – Hall in Tirol – Jenbach |
| (vor 2021)                             | Brennerbahn, Unterinntalbahn           | 300, 301                               | Steinach in Tirol – Innsbruck – Hall in Tirol                 |
| (vor 2021)                             | Brennerbahn                            | 300                                    | Brenner – Steinach in Tirol – Innsbruck                       |
| (vor 2021)                             | Mittenwaldbahn                         | 410                                    | Innsbruck – Seefeld – Scharnitz                               |
| (vor 2021)                             | Salzburg-Tiroler-Bahn                  | 201                                    | Wörgl Hbf – St. Johann in Tirol – Hochfilzen (– Saalfelden)   |
| (vor 2021)                             | REX 1                                  | 300                                    | Innsbruck – Kufstein                                          |
| (vor 2021)                             | REX 2                                  | 201                                    | Wörgl - Hochfilzen (- Salzburg)                               |
| (vor 2021)                             | REX 3                                  | 400                                    | Landeck - Innsbruck                                           |
| (vor 2021)                             | REX 4                                  | 410                                    | Innsbruck - Garmisch (- Reutte)                               |
| Achenseebahnl                          | Achenseebahn                           | 311                                    | Jenbach - Seespitz                                            |
| (vor 2021)                             | Zillertalbahn                          | 310                                    | Jenbach - Mayrhofen                                           |

Die S1 verkehrte zwischen Telfs-Pfaffenhofen und Kufstein im 60-Minuten-Takt. Die S2 verdichtete diesen Takt von Telfs-Pfaffenhofen bis Jenbach auf 30 Minuten und bediente zudem den Abschnitt Ötztal – Telfs-Pfaffenhofen. Die Linie S2 verkehrte nur werktags, sonntags wurden die Halte der S2 zwischen Ötztal und Telfs-Pfaffenhofen vom Regionalexpress mitbedient. Einzelne Züge der S1 und S2 bedienten als Hauptverkehrszeitverstärker und in Schwachverkehrszeiten auch den Abschnitt Landeck-Zams – Ötztal, auf dem ansonsten keine S-Bahnen verkehrten.
Die Linie S4 verkehrte von Brenner bis Innsbruck Hbf, teilweise ging sie dort auf REX-Züge in Richtung Wörgl über. Einzelne Züge verkehrten ab Innsbruck weiter bis Völs, Zirl oder Telfs-Pfaffenhofen.
Die Verstärkerlinie S3 fuhr nur werktags von Steinach in Tirol über Matrei am Brenner nach Innsbruck, montags bis freitags in der Hauptverkehrszeit weiter nach Hall. S4 und S3 bildeten zusammen von Innsbruck Hbf bis Steinach einen 30-Minuten-Takt, zwischen Innsbruck Hbf und Hall bestand montags bis freitags in der Hauptverkehrszeit ein 15-Minuten-Takt, wobei der vierte Zug je Stunde ein Regionalexpress war. Die Haltestellen Patsch und Unterberg-Stefansbrücke wurden nur von einzelnen Fahrten bedient.
Die bestehende Regionalzuglinie auf der Mittenwaldbahn verkehrte über Seefeld nach Scharnitz als S5 im 120-Minuten-Takt, montags bis freitags wurde bis Seefeld auf einen 60-Minuten-Takt verdichtet. Die überlagernde Linie über Garmisch-Partenkirchen nach München verkehrte als REX im 120-Minuten-Takt.
Zwischen Wörgl und Hochfilzen fuhr die Linie S6 im Stundentakt, einige Züge wurden bis Saalfelden bzw. ein Zug am Wochenende nach Zell am See weitergeführt. An Werktagen wurde die Schnellbahnlinie von den Regionalexpress- (REX-) Zügen (Wörgl – Saalfelden – Schwarzach-St. Veit (– Salzburg Hbf)) zu einem groben Halbstundentakt verdichtet.
Die S-Bahn-Linien wurden teilweise zur Verstärkung mit Regionalexpresszügen überlagert. Ein durchgehender Taktverkehr bestand aber nur in Richtung München über Mittenwald im 120-Minuten-Takt. In Richtung Kufstein bestand montags bis freitags ein 60-Minuten-Takt mit mehreren Taktlücken, in Richtung Landeck-Zams wurde alle 60 bis 180 Minuten gefahren. Von Wörgl über Saalfelden nach Schwarzach-St. Veit bzw. Salzburg bestand montags bis freitags ein Stundentakt mit Regionalexpresszügen, an den Wochenenden werden nur einzelne Fahrten angeboten. Weitere REX-Züge waren als Verstärkung zu den Hauptverkehrszeiten im Einsatz.

## Geschichte
Die erste Linie verband seit 9. Dezember 2007 die Tiroler Landeshauptstadt zwischen 6 und 22 Uhr im 30-Minuten-Intervall zunächst über die entlang der Inntalachse in der Agglomeration gelegenen Stationen Hall in Tirol, Rum bei Innsbruck, Innsbruck Hbf, Innsbruck Westbahnhof, Völs, Kematen in Tirol, Zirl, Inzing, Hatting, Flaurling, Oberhofen im Inntal und Telfs-Pfaffenhofen. Diese Züge befuhren damit die Unterinntalbahn sowie die Arlbergbahn.
Am 14. Dezember 2008 wurde der zweite Streckenast auf der Wipptal-Bahn als S-Bahn in Betrieb genommen. Mit ihm wurden die im Wipptal gelegenen Vororte und Dörfer entlang der Brennerbahn mit einem 30-Minuten-Takt an das Liniennetz angeschlossen.
Obwohl über den Eingängen des Innsbrucker Hauptbahnhofes, des Westbahnhofes und weiterer Stationen als deutliches Signal bereits von Beginn an große S-Bahn-Logos montiert wurden, waren die Züge erst seit Dezember 2008 auch im Fahrplan als S-Bahnen geführt.
Mit dem Fahrplanwechsel am 13. Dezember 2009 wurde das Linienschema S1–S6 eingeführt.
Ein Jahr nach Inbetriebnahme der Neubaustrecke im Unterinntal wurde im Dezember 2013 die Linie S2 bis nach Jenbach verlängert.
Seit Dezember 2015 verkehren drei Nacht-S-Bahnen von Innsbruck nach Kufstein und zwei in die Gegenrichtung. Im ersten Jahr beförderte die Nacht-S-Bahn 42.000 Personen. Die beiden S-Bahn-Züge ab Kufstein sind seit Dezember 2017 ins Oberinntal bis Landeck durchgebunden; dafür entfielen zwei Nightliner-Bus-Kurse. Die Beförderung von 100.000 Fahrgästen mit der Nacht-S-Bahn wurde am 23. Feber 2018 mit zwei Konzerten in der Nacht-S-Bahn als „Music on the train“ gefeiert.

## Ausbau- und Erweiterungspläne

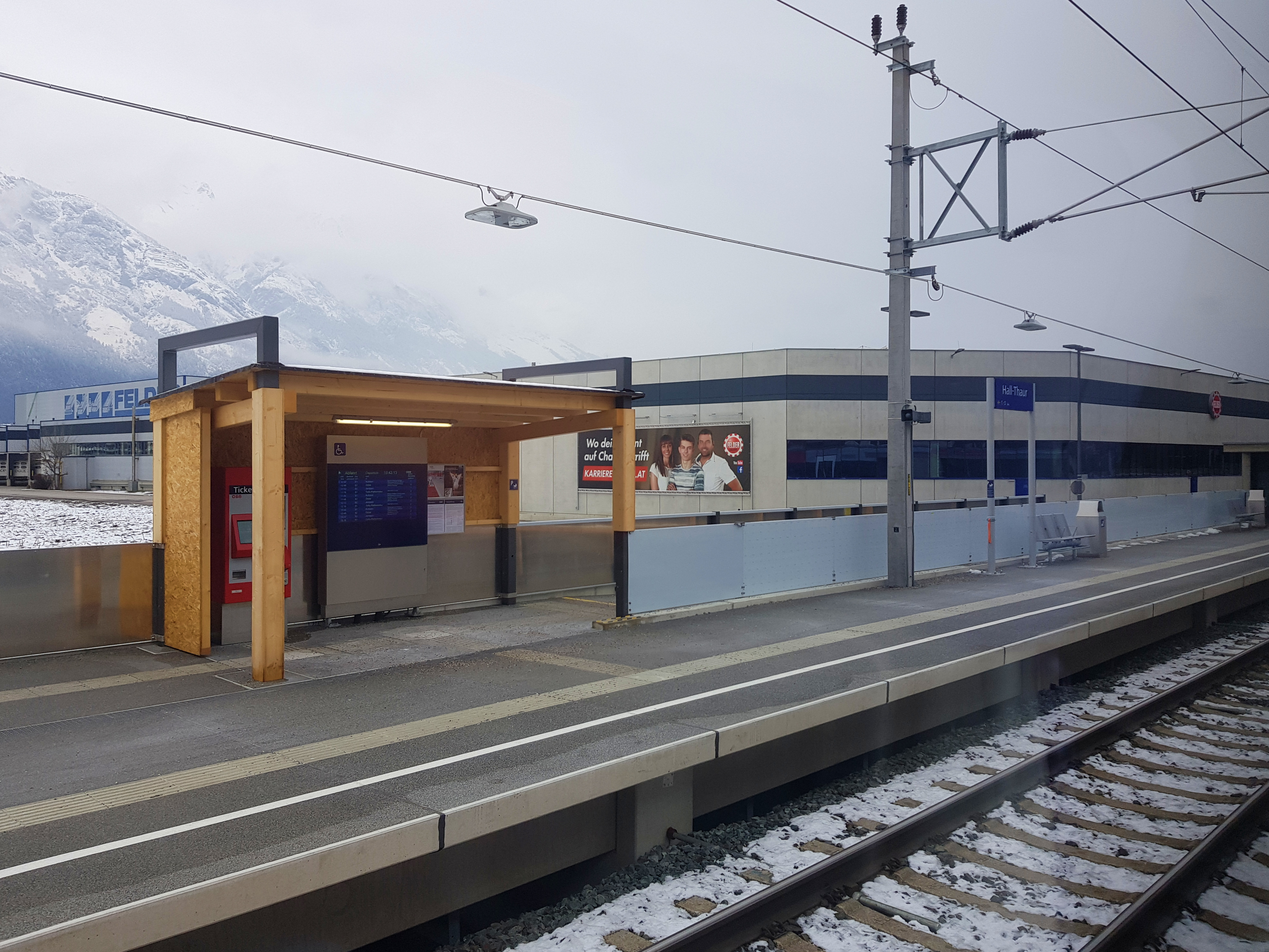
Haltestelle Hall-Thaur, eröffnet 2017

Im 2021 abgeschlossen „Tiroler Vertrag 2“, vom Land Tirol und den ÖBB, wird am Ausbau und Modernisierung der Haltestellen- und Schieneninfrastruktur in Tirol gearbeitet. Der Schwerpunkt liegt hierbei auf Barrierefreiheit, Park+Ride- sowie Bike+Ride-Anlagen und modernen Aufnahmsgebäuden/Bahnsteigen. Die ÖBB investieren in den kommenden Jahren 579 Millionen Euro in die Bahninfrastruktur in Tirol.
Diese Bahnhöfe werden aktuell umgebaut/modernisiert bzw. sind in Planung:
- Telfs-Pfaffenhofen: Seit 2020 entsteht hier ein neues Bahnhofsgebäude. Aufgrund von Finanzproblemen verzögert sich die Fertigstellung immer weiter, aktuell wird eine Fertigstellung im Frühjahr 2025 angestrebt.[18]
- Fritzens-Wattens: Bis 2025 sollte der jetzige Bahnhof zu einer Mobilitätsdrehscheibe werden, mit barrierefreien Zugang und genug Parkmöglichkeiten für Autos und Fahrräder. Die Bauarbeiten verzögern sich jedoch und soll im April 2026 enden.[19] Für diesen Umbau werden rund 94,4 Millionen Euro veranschlagt.[20]
- Münster-Wiesing: Die bestehende Haltestelle soll bis spätestens 2030 aufgelassen werden und näher an den Ortskern Münsters gebracht werden. Der neue Bahnhof soll an den neuen Triebwagengarnituren angepasst werden und eine Park/Bike+Ride Anlage bekommen.[21]
- Schönwies: Bis Herbst 2027 soll der Bahnhof grundlegend umgebaut und modernisiert werden.[22]
- Kufstein: Hier soll ein neuer Bahnhof erbaut werden und die Park+Ride Anlage soll eine Parkgarage, ähnlich wie in Jenbach, erhalten.

Ebenso werden einige Maßnahmen an der Infrastruktur ergriffen in den nächsten Jahren, um mehrere Züge in kürzeren Takten fahren zulassen. Auch neue Verbindungen und Zuglauf-Verlängerungen sind geplant. Ab Dezember 2026 sollen Regionalzüge der Firma Alstom von Innsbruck nach Südtirol verkehren. Mit diesen ist ein durchgehender Halbstundentakt zwischen Innsbruck und Bozen möglich. Eine Verlängerung nach Meran und Mals sowie eine Verbindung nach Lienz sind vorgesehen. Zudem ist eine Verlängerung der Bayerischen Regiobahn aus München, die derzeit in Kufstein endet, bis nach Wörgl und Innsbruck im Gespräch.

## Reichweite
Beim Start im Dezember 2007 lebten laut Betreiber ÖBB im Einzugsgebiet der S-Bahn 200.000 Bürger, das seien 30 % der Tiroler.
Vom Start 2007 bis 2013 konnten Fahrgaststeigerungen von 60 % erreicht werden. Im Jahr 2017 wurden 14,3 Millionen Fahrgäste und damit doppelt so viele wie im Jahr 2007 befördert; täglich verkehren 390 Nahverkehrszüge.

## Fahrzeuge

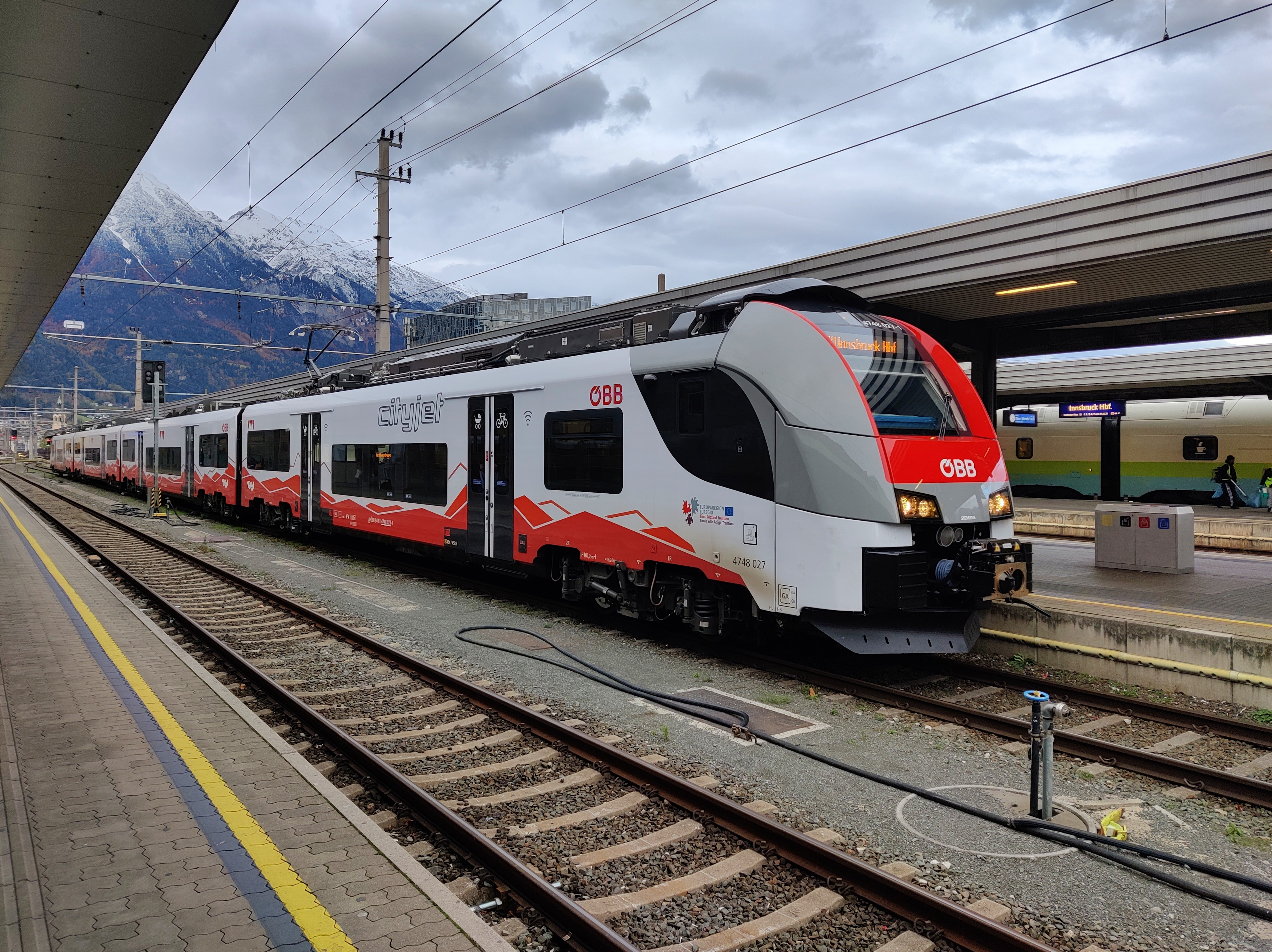
Triebzug 4748 027 der ÖBB in Innsbruck (November 2023)

Die Linien werden mit Triebzügen des Typs Bombardier Talent, ÖBB-Reihe 4024 bedient. Mit dem Triebwagen wird für den ganzen Verkehrsverbund geworben. Zusätzlich kommen fallweise ältere CityShuttle-Garnituren zum Einsatz. Deren Einsatz endet mit Auslieferung neuer Fahrzeuge planmäßig im Mai 2024. Einzig auf der Linie REX3 werden noch Garnituren von Salzburg aus eingesetzt.
Die Stadler Flirt der SAD (Reihe ETR 170) werden auf der S2 (im österreichischen Abschnitt), in Kooperation von ÖBB und SAD auch im durchgehenden Verkehr zwischen Lienz und Franzensfeste über Innichen eingesetzt. Im Jahresfahrplan 2024 gibt es jedoch nur ein durchlaufendes Regionalzugpaar zwischen Innsbruck und Bozen.
Seit August 2023 verkehren die ersten der insgesamt 20 bestellten neuen, vierteiligen Triebzüge vom Typ Siemens Desiro ML (ÖBB-Reihe 4748) auf der Relation Innsbruck–Kufstein als CJX1. Seit Dezember 2023 werden sie auch planmäßig auf der Linie REX2 eingesetzt. Bis zur vollständigen Auslieferung im Mai 2024 werden die Linien CJX1, REX2 und S8 vollständig, die Linie REX1 teilweise auf die neuen Fahrzeuge umgestellt.